# Discographie des Chaussettes noires

Cet article recense la discographie du groupe Les Chaussettes noires ; pour un temps nommé Les Five Rocks puis Les 5 Rocks ,.

## Discographie

### Les 5 Rocks
- 1960 : Les 5 Rocks (resté inédit jusqu'en 1996)

### Les Chaussettes noires

#### Albums (33 tours 25 et 30 cm)
- 1961 : 100 % rock (33 tours 25 cm)
- 1961 : Rock'n'Twist (33 tours 25 cm)
- 1962 : Le 2 000 000e disque des Chaussettes noires (33 tours 30 cm)
- 1963 : Chaussettes Noires Party (33 tours 30 cm)

#### Bandes originales de films
1962 : Une grosse tête. Titre : Rock des karts.
1962 : Les Parisiennes. Titre : C'est bien mieux comme ça.

#### Inédits
- 1961 : Festival Mondial de Rock'n'Roll 1961, (live inédit, sort en CD en 2012)
  - Titres : Eddie sois bon, Be Bop a Lula
- 1961 : Les Chaussettes Noires en public, (live inédit, sort en CD et en 33 tours 25 cm en 2010), réédité en 2014 sous le titre Les Chaussettes Noires Paris Olympia 1961 (10 titres)
- 1964 : Cherchez l'idole. Bande originale du film éponyme de Michel Boisrond (dont le disque est resté inédit en version intégrale durant 32 ans, jusqu'en 1996). 
  - Titre : Crois-moi mon cœur (sorti en 1964 sur un Super 45 tours extrait de la B.O.).

#### EPs
| 1961 | 1962 | 1963 |
| --- | --- | --- |
| EP 70369 - Tu parles trop - Si seulement - Be Bop a Lula (version française) - Tant pis pour toi EP 70378 - Daniela - Je t'aime trop - Eddie sois bon - Betty EP 70383 - Hey Pony - Fou d'elle - O Mary Lou - La Bamba rock EP 70392 - Madam' Madam - Dactylo rock - Chérie oh chérie - Trop jaloux EP 70412 - Noël de l'an dernier - Vivre sa vie - Le twist du Père-Noël - Noël de France EP 7417 - Le twist - Rock des karts - Petite Sheila - Quand je te vois | EP 70424 - La leçon de twist - Volage (Infidèle) - Peppermint twist 1 - Peppermint twist 2 EP 70433 - C'est bien mieux comme ça (en duo avec Gillian Hills) EP 70444 - Le chemin de la joie - Non ne lui dis pas - Petite sœur d'amour - Les enchainés EP 70458 - Je reviendrai bientôt - Shout Shout - Roly Poly - Hey Let's Twist EP 70454 (de Maurice Chevalier) - Le twist du canotier (en duo avec Maurice Chevalier) EP 70470 - Parce que tu sais - Toi quand tu me quittes - Le temps est lent - C'est la nuit EP 60350 - Oublie-moi - Ça ne peut plus durer comme ça - Boing Bong - Parce que tu sais (version instrumentale) | EP 70506 - Oui je t'aime - Je ne pense qu'à l'amour - Be Bop a Lula 63 - Ce diable noir EP 70524 - Pow Wow - Big Ben Rock - Oui chef, bien chef - Boomerang EP 70529 - Ne délaisse pas - Il revient - Jezebel - Ceci est mon histoire |

- EPs du groupe après la séparation avec Eddy Mitchell :

| 1964 |
| --- |
| EP 70615 - Ni ton fil, ni ton aiguille - Juste ça - Je te veux toute à moi - Autant de choses EP 70651 - Misirlou - La nuit est belle - Je voudrai bien dormir - Oh dis Eddie |

#### Intégrales et rééditions

##### Intégrales
- 1994 Eddy Mitchell Sessions Intégrale 1961-1994 - CD - Polydor.

Coffret représentant un poste de TSF contenant 23 CDs. Les 3 premiers sont consacrés aux enregistrements officiels des Chaussettes Noires. Le 23ème aux prises alternatives du groupe.
- 1999 Les CHAUSSETTES NOIRES Intégrale 1961-1964 - CD - Polydor.

Format Long Box, composée de 3 CD (compilations)clipsés.
- 2011 LES CHAUSSETTES NOIRES L'intégrale - CD - Polydor.

Coffret composé de 6 CD (5 albums originaux - pochettes à l'identique - augmentés des titres seulement parus en 45 tours + 1 CD démos et prises alternatives)